# Панайотис Терзопулос
Панайотис (Такис) Терзопулос (на гръцки: Παναγιώτης (Τάκης) Τερζόπουλος) е гръцки общественик.

## Биография
Роден е в 1920 година в понтийското градче Фатса. Семейството му се изселва в Гърция и той учи гимназия в Катерини, но е изключен, заради леви убеждения и завършва в Лариса. По-късно завършва Висшето търговско училище при Атинския университет. По време на окупацията през Втората световна война се включва в Гръцката народна освободителна армия. Участва и в Гражданската война на страната на Демократичната армия на Гърция. Заловен и заточен на Макронисос. Освободен е в 1963 година, след като е избран за кмет на Катерини от Левицата. Остава на поста до 1967 година. Не успява да бъде повторно избран. Умира в 1989 година в Катерини. Неговото име носи улица в града (бивша „Лариса“).